# توبياس جونز
توبياس جونز (بالإنجليزية: Tobias Jones)‏  (و. 1972  م) هو صحفي، وكاتب إنجليزي، ولد في مقاطعة سومرست.

## التعليم
تعلم في كلية يسوع (أكسفورد).